# Internoctua
Internoctua là một chi bướm đêm thuộc họ Noctuidae.